# Тевриз (приток Туртаса)
Теври́з — река в России, протекает в Тюменской области. Устье реки находится в 216 км по левому берегу реки Туртас. Длина реки — 132 км, площадь её водосборного бассейна — 1040 км².

## Данные водного реестра
По данным государственного водного реестра России относится к Иртышскому бассейновому округу, водохозяйственный участок реки — Иртыш от впадения реки Тобол до города Ханты-Мансийск (выше), без реки Конда, речной подбассейн реки — бассейны притоков Иртыша от Тобола до Оби. Речной бассейн реки — Иртыш.
По данным геоинформационной системы водохозяйственного районирования территории РФ, подготовленной Федеральным агентством водных ресурсов:
- Код водного объекта в государственном водном реестре — 14010700112115300013470
- Код по гидрологической изученности (ГИ) — 115301347
- Код бассейна — 14.01.07.001
- Номер тома по ГИ — 15
- Выпуск по ГИ — 3